# Volo Austral Líneas Aéreas 2553
Il volo Austral Líneas Aéreas 2553, noto anche come Austral 2553, era un servizio regionale argentino tra Posadas e Buenos Aires operato con un McDonnell Douglas DC-9-32 schiantatosi sulle terre di Estancia Magallanes, vicino a Nuevo Berlín, 32 chilometri (20 mi; 17 nmi) di distanza da Fray Bentos, Uruguay, il 10 ottobre 1997. Tutti i 74 passeggeri e l'equipaggio morirono all'impatto. L'incidente rimane il peggiore nella storia dell'Uruguay.

## Aereo ed equipaggio
L'aereo coinvolto nell'incidente era un McDonnell Douglas DC-9-32 registrato come LV-WEG. Volò per la prima volta nel 1969 e al momento dell'incidente aveva 28 anni. In precedenza volava per Iberia come EC-BQT prima di essere trasferito alla compagnia argentina nel 1993 dopo la sua acquisizione da parte del vettore spagnolo.
Il comandante era il 40enne Jorge Cécere, in servizio all'interno dell'Austral dal 1989, e aveva registrato 9.238 ore, di cui 223 sul DC-9. Il primo ufficiale era Horacio Núñez, anche lui 40 anni. Era stato assunto nel 1993 e aveva 2.910 ore di volo. Era più esperto sul DC-9 del comandante Cécere, con 1.384 ore su quell'aereo.

## L'incidente
L'aereo, partito da Posadas e destinato ad atterrare all'Aeroparque Jorge Newbery, Buenos Aires, fu costretto a dirottare verso Fray Bentos per evitare una tempesta. L'esame del registratore dei dati di volo (FDR) del velivolo rivelò che poco dopo la deviazione l'indicatore di velocità dell'aeromobile cominciò a scendere ad una velocità indicata allarmante. All'insaputa dei piloti ciò veniva causato non da una perdita di potenza, ma dal ghiaccio formatosi all'interno del tubo di Pitot, che rileva la velocità e l'altitudine dell'aereo misurando la pressione dell'aria in entrata. Il ghiaccio che ostruiva il tubo di Pitot ridusse l'afflusso d'aria, dando così una velocità indicata erroneamente bassa.
In risposta a ciò che interpretavano come una perdita di potenza del motore, i piloti aumentarono gradualmente la spinta dei motori per mantenere la velocità elevata; non vedendo alcun miglioramento contattarono la torre di controllo dell'aeroporto di Ezeiza e chiesero l'autorizzazione per scendere a un'altitudine inferiore. Dopo non aver ricevuto alcuna risposta il comandante Cécere decise di scendere a un'altitudine inferiore per aumentare la velocità anche senza alcuna autorizzazione ricevuta dal controllo del traffico aereo. Durante la discesa dalla loro altitudine assegnata di 35.000 piedi fino a 31.700, Cécere capì che l'indicazione di velocità relativa era difettosa e ordinò al primo ufficiale Núñez di smettere di scendere e di ridurre la velocità, perché le letture erano inaffidabili. Tuttavia il copilota ignorò gli ordini del collega e dispiegò gli slat delle ali per mantenere la loro quota e abbassare la velocità di stallo dell'aereo. Di conseguenza, a questo punto l'aereo stava effettivamente volando a una velocità superiore al normale: stava discendendo, il che aumentava ulteriormente la velocità fino a un punto pericolosamente vicino alla VNE, la "velocità da non superare mai", al di sopra della quale potevano verificarsi danni strutturali al velivolo.
Con gli slat estesi a una velocità oltre i loro limiti operativi, una di essi venne strappato dall'aereo, causando una catastrofica asimmetria nel flusso d'aria sopra le ali. L'aereo divenne immediatamente incontrollabile e si schiantò al suolo.
Secondo un'indagine delle forze aeree argentine e uruguaiane il tubo di Pitot, lo strumento principale per misurare la velocità relativa degli aerei, si era bloccato quando l'aereo passò attraverso un cumulonembo alto ben 15.000 metri (49.000 piedi), bloccando lo strumento e inducendolo a dare una lettura falsa. Ad aggravare questo problema è stata l'assenza dell'allarme adibito alla segnalazione di un malfunzionamento del genere (sollevando seri dubbi sulle irregolarità delle ispezioni da parte dell'Aeronautica Militare Argentina).
Durante la discesa l'FDR ha registrato un aumento della velocità da 300 km/h (160 kn) a 800 km/h (430 kn) in tre secondi, il che potrebbe significare solo lo sblocco improvviso del tubo di Pitot. Gli specialisti hanno stimato che l'aereo si è schiantato quasi perpendicolarmente al suolo, a una velocità di 1.200 km/h (650 kn). A seconda della fonte, il cratere lasciato dallo schianto era profondo 6 metri (20 piedi) e largo 30 m (98 piedi), profondo 25 piedi (7,6 m) e largo 9,1 m (30 piedi), o 25 piedi (7,6 m) di profondità e 80 piedi (24 m) di larghezza.

## Nella cultura di massa
L'incidente è rappresentato nel film Air Force, Incorporated (Fuerza Aérea Sociedad Anónima) dell'ex pilota Enrique Piñeyro che tenta di spiegare le principali cause dell'incidente.